# John Chupco
John Chupco (m. 1881) fue un jefe semínola. En 1861 rehusó firmar el tratado con los confederados y se opuso a John Jumper, razón por la cual fue escogido jefe de los semínolas prounionistas y se exilió en Kansas en 1865, junto al líder creek Opothleyahola. Fue reconocido plenamente como jefe semínola por toda la tribu en 1872.
- Datos: Q4894968